# Cyrtandra schultzei
Cyrtandra schultzei är en tvåhjärtbladig växtart som beskrevs av Rudolf Schlechter. Cyrtandra schultzei ingår i släktet Cyrtandra och familjen Gesneriaceae. Inga underarter finns listade i Catalogue of Life.